# ピーター・トーク
ピーター・トーク（Peter Tork、1942年2月13日 - 2019年2月21日）は、アメリカ合衆国の歌手、ミュージシャン、俳優、教師。モンキーズの一員として著名な人物。

## 人物
ワシントンD.C.生まれ。
モンキーズ時代はベース、オルガン、ボーカルを担当。ドラマ「ザ・モンキーズ」ではボケ役を演じた。1968年に脱退。
1972年、麻薬所持で数ヶ月服役。釈放後、カリフォルニア州のパシフィックヒルズスクールで社会科と英語の教員になる。
2009年に腺様嚢胞癌と診断された。
2019年2月、モンキーズのフェイスブックで死去が公表された。